# Goran Ivanišević
Goran Simun Ivanišević [ˈɡɔran iʋaˈniːʃɛʋitɕ] (* 13. September 1971 in Split, SR Kroatien, SRF Jugoslawien) ist ein kroatischer Tennistrainer und ehemaliger Spieler. Sein größter Erfolg war der Sieg beim Grand-Slam-Turnier im Jahr 2001 in Wimbledon.

## Leben

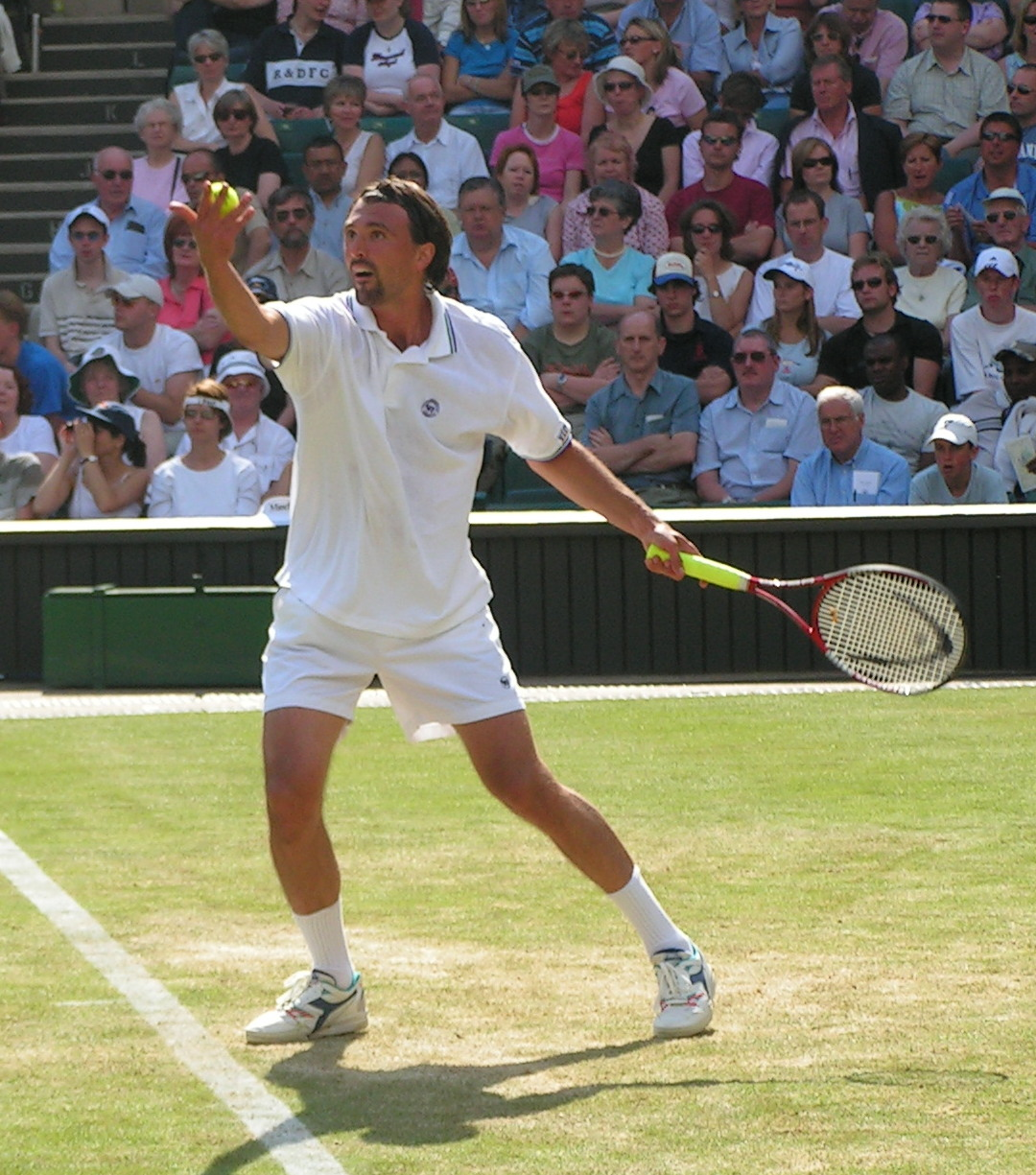
Goran Ivanišević 2004 in Wimbledon

Goran ist der Sohn von Srđan und Gorana Ivanišević (geb. Škaričić). Ivanišević gewann 1987 an der Seite von Diego Nargiso das Doppelfinale des Juniorenwettbewerbs der US Open und wurde im darauf folgenden Jahr Tennisprofi.
1990 erreichte er im Alter von 18 Jahren das Halbfinale in Wimbledon. Zwei Jahre später stand er im Finale, wo er in 5 Sätzen an Andre Agassi scheiterte. Nach zwei weiteren Finalniederlagen gegen Pete Sampras (1994 und 1998) reichte 2001 seine Ranglistenposition für ein Antreten im Hauptfeld nicht, und Ivanišević erhielt in Wimbledon eine Wildcard. Im Halbfinale kam es zum Duell gegen den favorisierten Lokalmadator Tim Henman, welches Ivanišević nach diversen Regenunterbrechungen in fünf Sätzen gewann. Im Finale besiegte er den Australier Patrick Rafter mit 6:3, 3:6, 6:3, 2:6, 9:7 und errang so seinen ersten und einzigen Grand-Slam-Sieg.
Bei den French Open in Paris stand er zwei Mal im Doppel-Finale; 1990 unterlag er an der Seite von Petr Korda den Spaniern Sergio Casal und Emilio Sánchez Vicario, 1999 an der Seite von Jeff Tarango den Indern Mahesh Bhupathi und Leander Paes.
Zwischen 1988 und 1991 spielte er für die jugoslawische Davis-Cup-Mannschaft, in 19 Spielen blieb er 15 Mal siegreich, darunter waren zehn aufeinander folgende Siege. Bei den Olympischen Spielen 1992 in Barcelona gewann er die erste Medaille (Bronze) für das kurz zuvor unabhängig gewordene Kroatien. Von 1992 bis 2003 spielte er im Davis-Cup für Kroatien; im Jahr 2002 war er mit seinen beiden Einzelsiegen gegen Nicolas Kiefer und Rainer Schüttler sowie dem Doppelsieg an der Seite von Ivan Ljubičić der Matchwinner gegen Deutschland. Zudem gewann er 1990 mit Jugoslawien den World Team Cup und mit Kroatien den Hopman Cup 1996. Laut einem Tagesspiegelartikel aus dem Jahr 2004 soll sich Goran Ivanišević „als Soldat mit Tennisschläger bezeichnet“ haben.
Sein letzter Auftritt als Profi war die Niederlage in der dritten Wimbledon-Runde gegen Lleyton Hewitt im Juni 2004. Danach erklärte er seinen Rücktritt und saß nur noch einmal beim Davis-Cup-Finale 2005 als Ersatzspieler auf der Bank.
Insgesamt gewann Ivanišević 22 ATP-Turniere auf allen Belägen und hält den Rekord in der Anzahl der an Assen innerhalb eines Kalenderjahres (1477), was ihm den Spitznamen „Herr der Asse“ eintrug. Zudem hielt er für kurze Zeit den Geschwindigkeitsrekord für Aufschläge mit 218 km/h inne, womit er die langjährige Bestmarke von 215 km/h von Marc Rosset übertroffen hatte.
Aufgrund von finanziellen Schwierigkeiten infolge von Fehlinvestitionen bestreitet Ivanišević seit 2005 Turniere im Rahmen der ATP Champions Tour und konnte einige Turniere gewinnen.
Als Trainer führte Ivanišević 2014 seinen Landsmann Marin Čilić zum US-Open-Erfolg. Er war dessen Trainer von September 2013 bis Juli 2016. Von 2018 bis 2024 war er Trainer des Rekord-Grand-Slam-Siegers Novak Đoković.

## Erfolge
| Legende (Anzahl der Siege)                        |
| Grand Slam (1)                                    |
| Grand Slam Cup Tennis Masters Cup (1)             |
| ATP Masters Series (3)                            |
| Championship Series International Series Gold (8) |
| World Series International Series (18)            |
| ATP Challenger Tour (2)                           |

| Titel nach Belag |
| Hartplatz (4)    |
| Sand (4)         |
| Rasen (3)        |
| Teppich (18)     |

### Einzel

#### Turniersiege
| Nr. | Datum              | Turnier     | Belag         | Finalgegner            | Ergebnis                  |
| --- | ------------------ | ----------- | ------------- | ---------------------- | ------------------------- |
| 1.  | 16. Juli 1990      | Stuttgart   | Sand          | Guillermo Pérez Roldán | 6:72, 6:1, 6:4, 7:65      |
| 2.  | 17. Juni 1991      | Manchester  | Rasen         | Pete Sampras           | 6:4, 6:4                  |
| 3.  | 30. Dezember 1991  | Adelaide    | Hartplatz     | Christian Bergström    | 1:6, 7:65, 6:4            |
| 4.  | 17. Februar 1992   | Stuttgart   | Teppich (i)   | Stefan Edberg          | 6:75, 6:3, 6:4, 6:4       |
| 5.  | 5. Oktober 1992    | Sydney      | Hartplatz (i) | Stefan Edberg          | 6:4, 6:2, 6:4             |
| 6.  | 26. Oktober 1992   | Stockholm   | Teppich (i)   | Guy Forget             | 7:62, 4:6, 7:65, 6:2      |
| 7.  | 13. September 1993 | Bukarest    | Sand          | Andrei Tscherkassow    | 6:2, 7:65                 |
| 8.  | 18. Oktober 1993   | Wien (1)    | Teppich (i)   | Thomas Muster          | 4:6, 6:4, 6:4, 7:63       |
| 9.  | 7. November 1993   | Paris       | Teppich (i)   | Andrij Medwedjew       | 6:4, 6:2, 7:62            |
| 10. | 10. Oktober 1994   | Kitzbühel   | Sand          | Fabrice Santoro        | 6:2, 4:6, 4:6, 6:3, 6:2   |
| 11. | 1. August 1994     | Tokio       | Teppich (i)   | Michael Chang          | 6:4, 6:4                  |
| 12. | 5. Dezember 1995   | München     | Teppich (i)   | Todd Martin            | 7:64, 6:3, 6:4            |
| 13. | 29. Januar 1996    | Zagreb (1)  | Teppich (i)   | Cédric Pioline         | 3:6, 6:3, 6:2             |
| 14. | 12. Februar 1996   | Dubai       | Hartplatz     | Albert Costa           | 6:4, 6:3                  |
| 15. | 26. Februar 1996   | Mailand (1) | Teppich (i)   | Marc Rosset            | 6:3, 7:63                 |
| 16. | 4. März 1996       | Rotterdam   | Teppich (i)   | Jewgeni Kafelnikow     | 6:4, 3:6, 6:3             |
| 17. | 4. November 1996   | Moskau      | Teppich (i)   | Jewgeni Kafelnikow     | 3:6, 6:1, 6:3             |
| 18. | 27. Januar 1997    | Zagreb (2)  | Teppich (i)   | Greg Rusedski          | 7:64, 4:6, 7:66           |
| 19. | 24. Februar 1997   | Mailand (2) | Teppich (i)   | Sergi Bruguera         | 6:2, 6:2                  |
| 20. | 6. Oktober 1997    | Wien (2)    | Teppich (i)   | Greg Rusedski          | 3:6, 6:74, 7:64, 6:2, 6:3 |
| 21. | 2. Februar 1998    | Split       | Teppich (i)   | Greg Rusedski          | 7:63, 7:65                |
| 22. | 25. Juni 2001      | Wimbledon   | Rasen         | Patrick Rafter         | 6:3, 3:6, 6:3, 2:6, 9:7   |

#### Finalteilnahmen
| Nr. | Datum              | Turnier      | Belag       | Finalgegner        | Ergebnis                  |
| --- | ------------------ | ------------ | ----------- | ------------------ | ------------------------- |
| 1.  | 29. Mai 1989       | Florenz      | Sand        | Horacio de la Peña | 4:6, 3:6                  |
| 2.  | 21. Mai 1990       | Umag         | Sand        | Goran Prpić        | 3:6, 6:4, 4:6             |
| 3.  | 27. August 1990    | Long Island  | Hartplatz   | Stefan Edberg      | 6:73, 3:6                 |
| 4.  | 17. September 1990 | Bordeaux     | Sand        | Guy Forget         | 4:6, 3:6                  |
| 5.  | 1. Oktober 1990    | Basel        | Teppich (i) | John McEnroe       | 7:63, 6:4, 6:74, 3:6, 4:6 |
| 6.  | 19. August 1991    | New Haven    | Hartplatz   | Petr Korda         | 4:6, 2:6                  |
| 7.  | 10. Februar 1992   | Mailand      | Teppich (i) | Omar Camporese     | 6:3, 3:6, 4:6             |
| 8.  | 6. Juli 1992       | Wimbledon    | Rasen       | Andre Agassi       | 7:68, 4:6, 4:6, 6:1, 4:6  |
| 9.  | 11. Januar 1993    | Doha         | Hartplatz   | Boris Becker       | 6:74, 6:4, 5:7            |
| 10. | 17. Mai 1993       | Rom          | Sand        | Jim Courier        | 1:6, 2:6, 2:6             |
| 11. | 31. Oktober 1993   | Stockholm    | Teppich (i) | Michael Stich      | 6:4, 6:76, 6:73, 2:6      |
| 12. | 21. Februar 1994   | Stuttgart    | Teppich (i) | Stefan Edberg      | 6:4, 4:6, 2:6, 2:6        |
| 13. | 4. Juli 1994       | Wimbledon    | Rasen       | Pete Sampras       | 6:72, 6:75, 0:6           |
| 14. | 19. September 1994 | Bukarest     | Sand        | Franco Davín       | 2:6, 4:6                  |
| 15. | 31. Oktober 1994   | Stockholm    | Teppich (i) | Boris Becker       | 6:4, 4:6, 3:6, 6:74       |
| 16. | 15. Mai 1995       | Hamburg      | Sand        | Andrij Medwedjew   | 3:6, 2:6, 1:6             |
| 17. | 15. Januar 1996    | Sydney       | Hartplatz   | Todd Martin        | 7:5, 3:6, 4:6             |
| 18. | 26. Februar 1996   | Antwerpen    | Teppich (i) | Michael Stich      | 3:6, 2:6, 6:75            |
| 19. | 1. April 1996      | Miami        | Hartplatz   | Andre Agassi       | 0:3, Aufgabe              |
| 20. | 19. August 1996    | Indianapolis | Hartplatz   | Pete Sampras       | 6:73, 5:7                 |
| 21. | 9. Dezember 1996   | München      | Teppich (i) | Boris Becker       | 3:6, 4:6, 4:6             |
| 22. | 17. Februar 1997   | Dubai        | Hartplatz   | Thomas Muster      | 5:7, 6:73                 |
| 23. | 16. Juni 1997      | Queen’s Club | Rasen       | Mark Philippoussis | 5:7, 3:6                  |
| 24. | 6. Juli 1998       | Wimbledon    | Rasen       | Pete Sampras       | 7:62, 6:79, 4:6, 6:3, 2:6 |
| 25. | 24. August 1998    | New Haven    | Hartplatz   | Karol Kučera       | 4:6, 7:5, 2:6             |
| 26. | 12. Oktober 1998   | Shanghai     | Teppich (i) | Michael Chang      | 6:4, 1:6, 2:6             |
| 27. | 16. November 1998  | Moskau       | Teppich (i) | Jewgeni Kafelnikow | 6:72, 6:75                |

### Doppel

#### Turniersiege

##### ATP Tour
| Nr. | Datum              | Turnier     | Belag       | Partner         | Finalgegner                      | Ergebnis      |
| --- | ------------------ | ----------- | ----------- | --------------- | -------------------------------- | ------------- |
| 1.  | 17. Oktober 1988   | Frankfurt   | Teppich (i) | Rüdiger Haas    | Jeremy Bates Tom Nijssen         | 1:6, 7:5, 6:3 |
| 2.  | 4. Februar 1991    | Mailand (1) | Teppich (i) | Omar Camporese  | Cyril Suk Tom Nijssen            | 6:4, 7:6      |
| 3.  | 13. Mai 1991       | Rom         | Sand        | Omar Camporese  | Laurie Warder Luke Jensen        | 6:2, 6:3      |
| 4.  | 17. Juni 1991      | Manchester  | Rasen       | Omar Camporese  | Andrew Castle Nick Brown         | 6:4, 6:3      |
| 5.  | 30. Dezember 1991  | Adelaide    | Hartplatz   | Marc Rosset     | Mark Kratzmann Jason Stoltenberg | 7:6, 7:6      |
| 6.  | 11. September 1995 | Bordeaux    | Hartplatz   | Saša Hiršzon    | Henrik Holm Danny Sapsford       | 6:3, 6:4      |
| 7.  | 26. Februar 1996   | Mailand (2) | Teppich (i) | Andrea Gaudenzi | Jakob Hlasek Guy Forget          | 6:4, 7:5      |
| 8.  | 27. Januar 1997    | Zagreb      | Teppich (i) | Saša Hiršzon    | Brent Haygarth Mark Keil         | 6:4, 6:3      |
| 9.  | 10. Februar 1997   | Dubai       | Hartplatz   | Sander Groen    | Sandon Stolle Cyril Suk          | 7:6, 6:3      |

##### Challenger Tour
| Nr. | Datum             | Turnier   | Belag       | Partner      | Finalgegner                 | Ergebnis |
| --- | ----------------- | --------- | ----------- | ------------ | --------------------------- | -------- |
| 1.  | 27. November 1988 | München   | Teppich (i) | Igor Flego   | Michael Stich Martin Sinner | 6:4, 6:4 |
| 1.  | 29. Januar 1995   | Heilbronn | Teppich     | Saša Hiršzon | Martin Sinner Joost Winnink | 6:4, 6:4 |

#### Finalteilnahmen
| Nr. | Datum            | Turnier      | Belag       | Partner         | Finalgegner                         | Ergebnis      |
| --- | ---------------- | ------------ | ----------- | --------------- | ----------------------------------- | ------------- |
| 1.  | 2. Oktober 1989  | Palermo      | Sand        | Diego Nargiso   | Peter Ballauff Rüdiger Haas         | 2:6, 7:6, 4:6 |
| 2.  | 19. Februar 1990 | Brüssel      | Teppich (i) | Balázs Taróczy  | Emilio Sánchez Slobodan Živojinović | 5:7, 3:6      |
| 3.  | 11. Juni 1990    | French Open  | Sand        | Petr Korda      | Sergio Casal Emilio Sánchez         | 5:7, 3:6      |
| 4.  | 20. August 1990  | New Haven    | Hartplatz   | Petr Korda      | Jeff Brown Scott Melville           | 5:7, 6:7      |
| 5.  | 22. Juli 1991    | Stuttgart    | Sand        | Omar Camporese  | Wally Masur Emilio Sánchez          | 6:2, 3:6, 4:6 |
| 6.  | 15. Juni 1992    | Queen’s Club | Rasen       | Diego Nargiso   | John Fitzgerald Anders Järryd       | 4:6, 6:7      |
| 7.  | 17. April 1995   | Barcelona    | Sand        | Andrea Gaudenzi | Trevor Kronemann David Macpherson   | 2:6, 4:6      |
| 8.  | 7. August 1995   | Los Angeles  | Hartplatz   | Saša Hiršzon    | Brent Haygarth Kent Kinnear         | 4:6, 5:7      |
| 9.  | 7. Juni 1999     | French Open  | Sand        | Jeff Tarango    | Mahesh Bhupathi Leander Paes        | 2:6, 5:7      |
| 10. | 2. August 1999   | Los Angeles  | Hartplatz   | Brian MacPhie   | Byron Black Wayne Black             | 2:6, 6:74     |

## Grand-Slam-Bilanz
| Turnier         | 1988 | 1989 | 1990 | 1991 | 1992 | 1993 | 1994 | 1995 | 1996 | 1997 | 1998 | 1999 | 2000 | 2001 | 2002 | 2003 | 2004 | Siege |
| --------------- | ---- | ---- | ---- | ---- | ---- | ---- | ---- | ---- | ---- | ---- | ---- | ---- | ---- | ---- | ---- | ---- | ---- | ----- |
| Australian Open | –    | VF   | 1R   | 3R   | 2R   | –    | VF   | 1R   | 3R   | VF   | 1R   | –    | 2R   | –    | 2R   | –    | –    | 0     |
| French Open     | –    | 4R   | VF   | 2R   | VF   | 3R   | VF   | 1R   | 4R   | 1R   | 1R   | 1R   | 1R   | –    | –    | –    | –    | 0     |
| Wimbledon       | 1R   | 2R   | HF   | 2R   | F    | 3R   | F    | HF   | VF   | 2R   | F    | 4R   | 1R   | S    | –    | –    | 3R   | 1     |
| US Open         | –    | 2R   | 3R   | 4R   | 3R   | 2R   | 1R   | 1R   | HF   | 1R   | 4R   | 3R   | 1R   | 3R   | –    | –    | –    | 0     |

## Mannschaftstitel
- 1990: World Team Cup mit Jugoslawien
- 1996: Hopman Cup mit Kroatien
- 2005: Davis Cup mit Kroatien

## Auszeichnungen
Ivanišević wurde 2020 als 256. Spieler in die International Tennis Hall of Fame aufgenommen.